# La grande bugia
La grande bugia è un saggio del giornalista Giampaolo Pansa, terzo di una serie, iniziata nel 2003 con Il sangue dei vinti e proseguito con Sconosciuto 1945. Il libro oltre alla lettura dell'autore di alcuni episodi della Resistenza si occupa della polemica successiva alla pubblicazioni di alcuni precedenti testi dello stesso Pansa e di altri autori.
La pubblicazione del libro ha destato polemiche in particolare dall'ANPI che in un comunicato ha fatto notare come alcune vicende presentate dall'autore «come inedite e mai trattate» fossero state invece già trattate da volumi quali Una guerra civile di Claudio Pavone,  La repubblica delle camicie nere di Luigi Ganapini e La Resistenza in Italia di Santo Peli, affermando, inoltre che la tesi secondo la quale l'unico scopo della componente resistenziale comunista fosse l'instaurazione di un regime sovietico si trattasse «con evidenza, di affermazioni prive di qualsiasi fondamento storico, in quanto contraddette dallo svolgimento dei fatti di quell'epoca, così come sono offerti alla nostra valutazione e alla stessa memoria dei superstiti della lotta di allora». In replica, Pansa ha affermato che «la Resistenza è stata monopolio quasi assoluto della storiografia d'impronta comunista e soprattutto del Pci» e che le accuse che gli sono state rivolte dall'ANPI sarebbero «cadute nel ridicolo».

## Edizioni
- Giampaolo Pansa, La grande bugia, Saggi. Storia, Milano, Sperling & Kupfer, 2006,  pp. X-468, ISBN 88-200-4169-3.
- Giampaolo Pansa, La grande bugia, Suoertascabili paperback, Milano, Sperling bestseller, 2007,  pp. XIII-553, ISBN 978-88-6061-177-2.
- Giampaolo Pansa, La grande bugia, Saggi, Milano, Sperling & Kupfer economica, 2008,  pp. X-468, ISBN 978-88-6061-432-2.